# 松ヶ岡公園

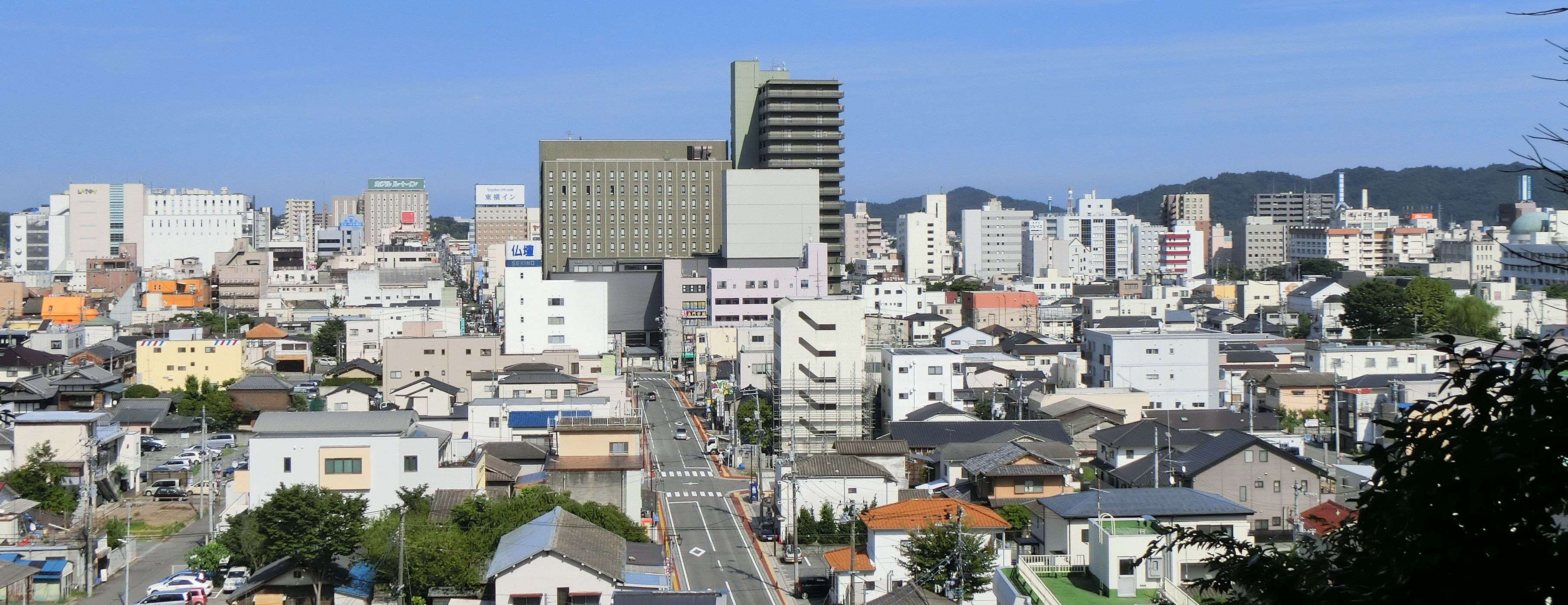
松ヶ岡公園から見た平市街

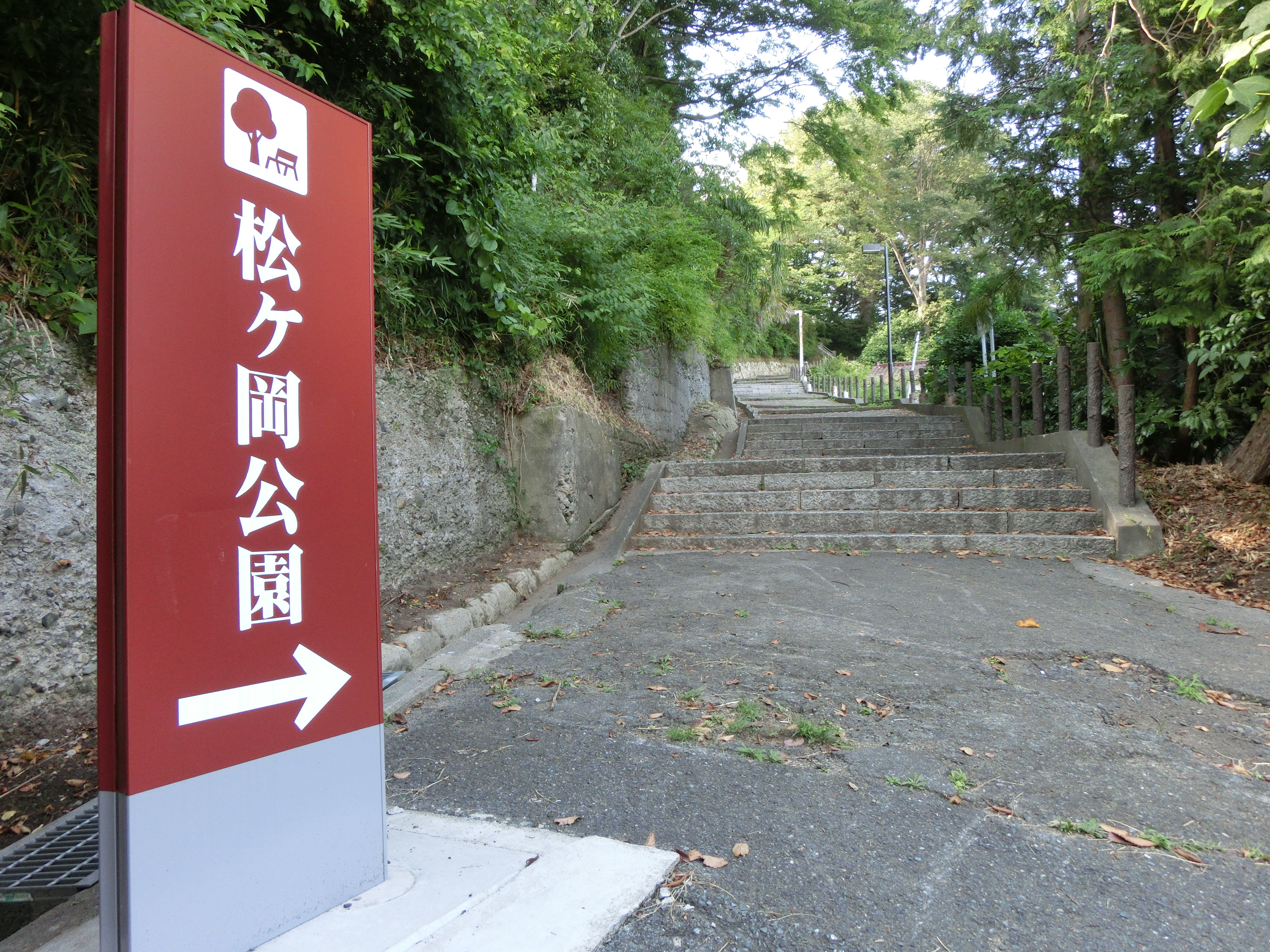
松ヶ岡公園東側入口

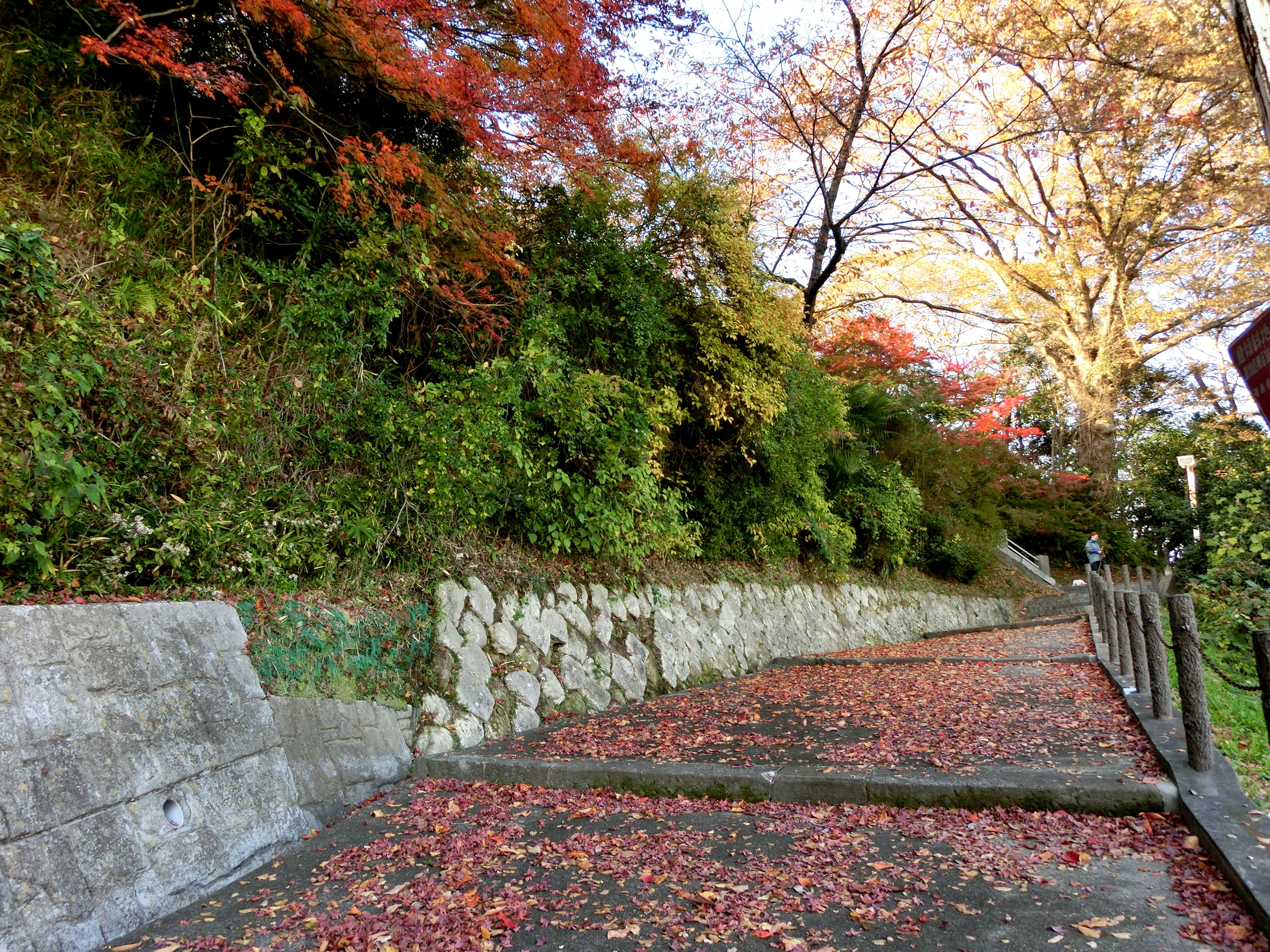
東側入り口付近の紅葉（2012年11月）

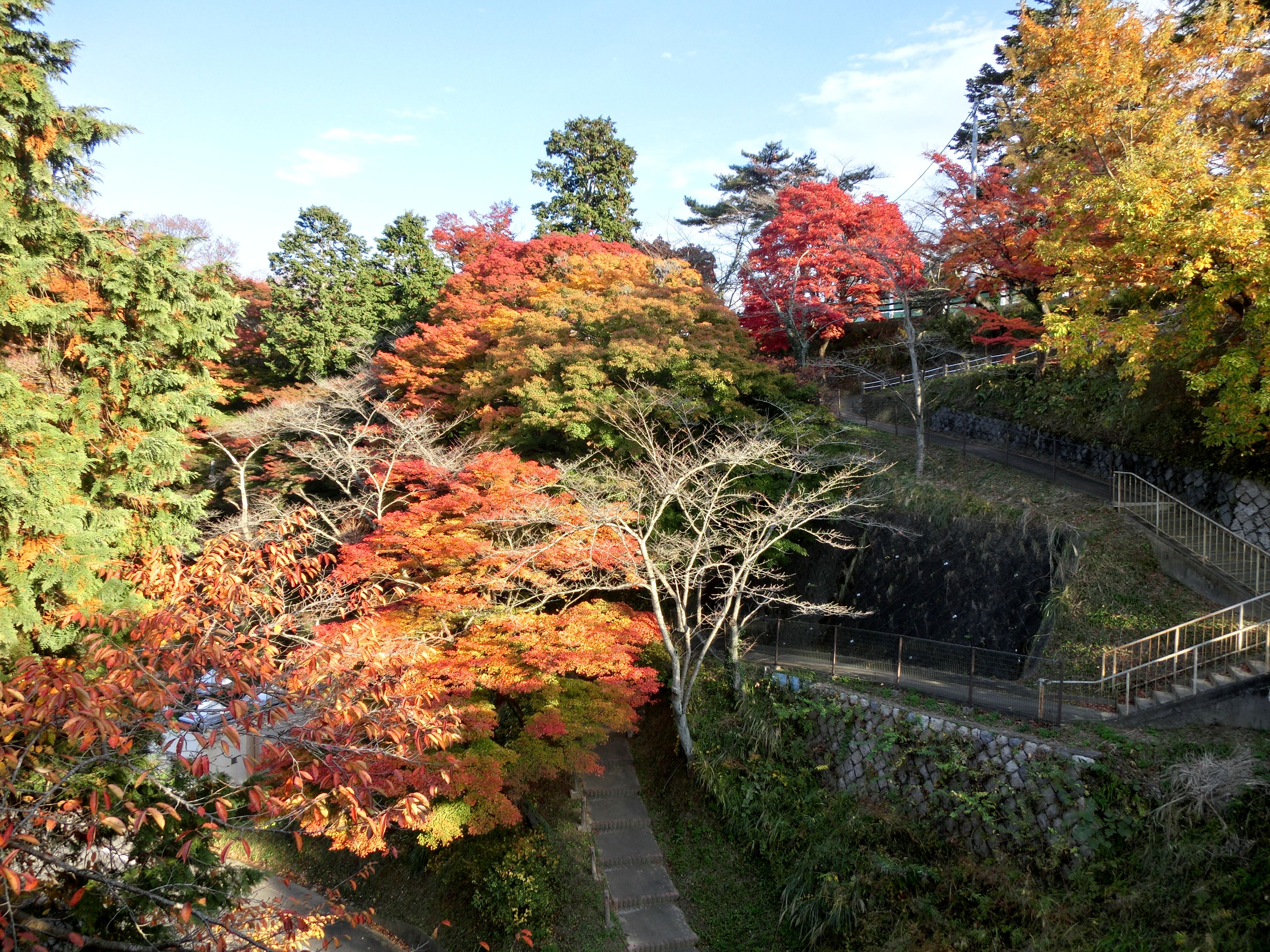
紅葉の風景（2012年11月）

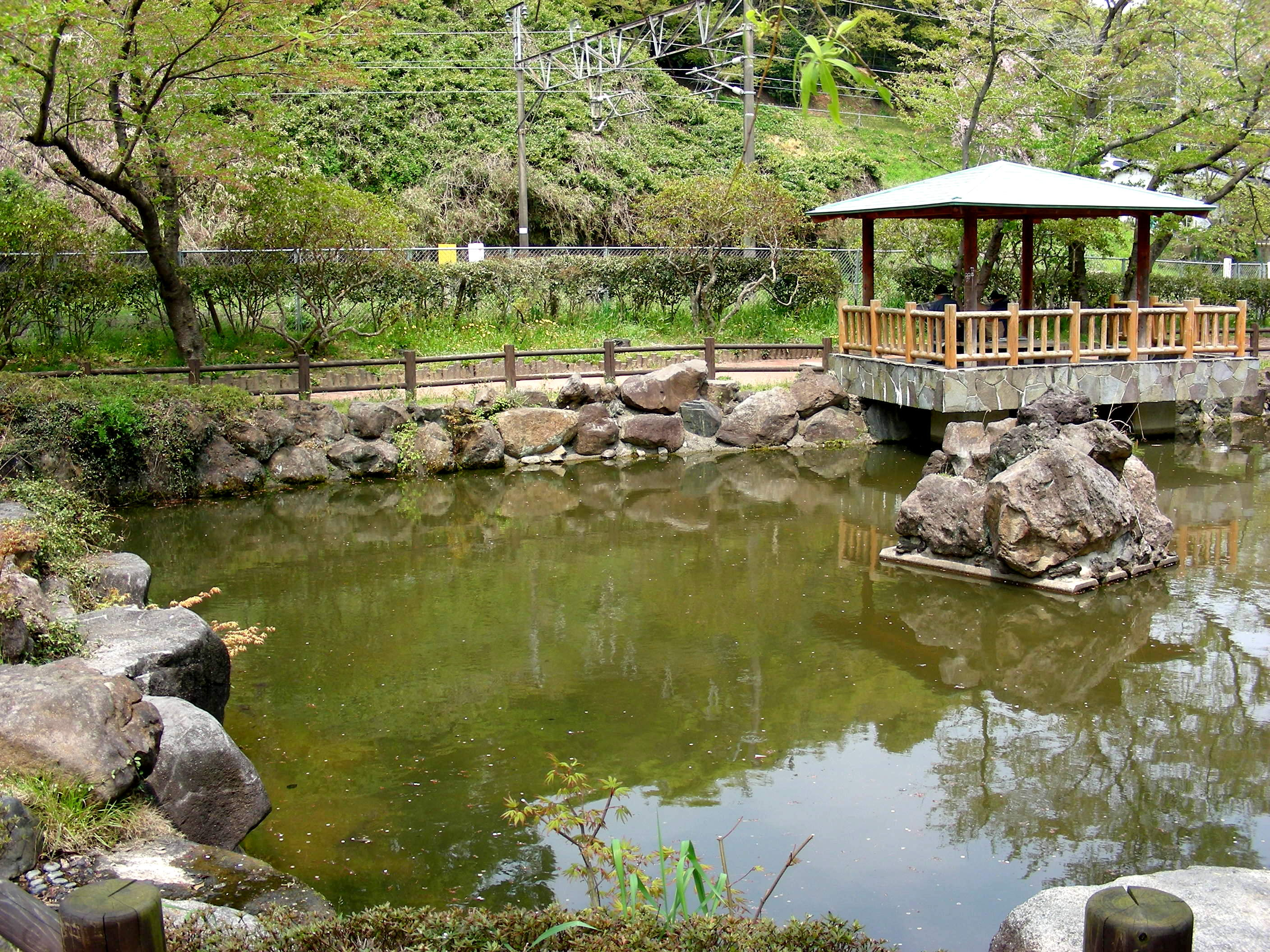
公園内のひょうたん池の東屋（2010年5月撮影）

松ヶ岡公園（まつがおかこうえん）は、福島県いわき市平字薬王寺台にある公園。いわき市内で最も古い公園である。
｢松ケ岡公園｣とも表記される。｢松が岡公園｣と書く場合もあるが正確には誤りである。

## 概要
松ヶ岡公園の歴史は古く、1907年（明治40年）に当時の平町議会が日露戦争記念行事として整備した事が始まりである。
園内には270本のソメイヨシノが植えられていていわき市内での桜の名所として知られ、毎年4月の花見シーズンには恒例の桜まつりが開かれる。桜まつりは市内外からの多くの観光客で賑わいを見せる。またツツジの銘木を全国から3,000本ほど集めたツツジ園も名所となっている。
なおツツジ園は第一公園に、桜は園内各所に植えられている。
また以前は第一公園にはメリーゴーランドなどの遊技施設があった（東日本大震災により遊具類に甚大な被害があり、老朽化もあって2011年をもって遊具の運行は完全に終了した。現在は完全に撤去されている）。第二公園側には平藩主安藤対馬守の銅像や天田愚庵邸などがある。遊具と歴史が共存する公園となっている。

## 遊技施設

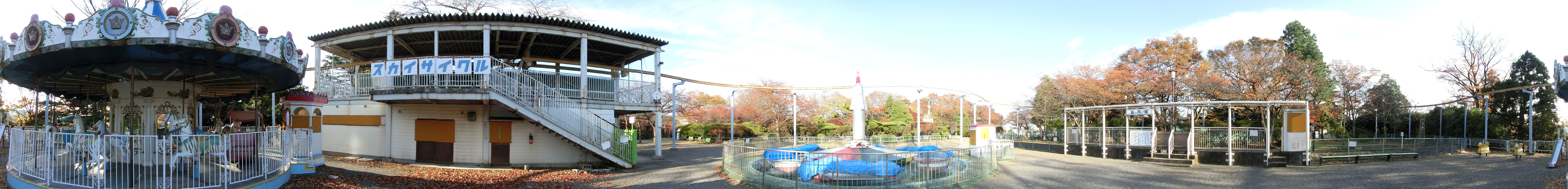
老朽化による撤去直前の遊戯施設（2012年11月）

※現在はトンネルぐるりんを除く遊具類は撤去済み。これは2011年3月以前のもの。
- メリーゴーランド - 20人乗り（馬車2台･馬12台）
- 回転ボート - 6人乗（6そう）
- 豆汽車 - 6人乗（3両）
- スカイサイクル - 2人乗（7両）
- トンネルぐるりん - 第2公園に所在。無料

### 料金
- こども　個人60円　団体40円
- 大人　個人120円　団体100円
  - こどもは3歳以上､大人は中学生以上
  - 団体は20名以上
- 毎月第3日曜日の「家庭の日」に、小学6年生以下の児童の有料遊戯施設の料金を無料にするサービスを実施している

### 営業時間
- 午前9時 - 午後5時（切符の販売は午後4時30分まで）
  - 桜やツツジの開花時期に合わせて営業時間の延長あり

### 休園日
- 4月、5月は無休
- その他は毎週木曜日（但し祝日にあたる場合はその翌日）
- 12月29日 - 1月3日

## 落ち葉のプール
冬季限定のイベントとして「落ち葉のプール」がある。市内の公園から集めた落ち葉を使いプールを作り、中で遊ぶことができる。落ち葉はクヌギ、ナラ、カエデなどを使用。東北でも雪がほとんど降らず、温暖ないわき市ならではのイベントと言える。

## 交通
- JR常磐線・磐越東線いわき駅から約2km。徒歩20分